# Arend Lijphart
Arend D'Engremont Lijphart (Apeldoorn, 17 agosto 1936) è un politologo olandese naturalizzato statunitense, specializzato in politica comparata, elezioni e sistemi elettorali.
È stato anche, durante la sua carriera accademica, Professore Emerito di Scienza Politica alla University of California di San Diego.

## Biografia
Nativo olandese, ha passato gran parte della propria vita lavorativa negli Stati Uniti, diventando cittadino americano. Ha conseguito il PhD in Scienze Politiche alla Yale University nel 1963, dopo aver studiato all'Università di Leiden dal 1958 al 1962. È Professore di Ricerca Emerito di Scienza Politica all'Università della California, a San Diego. Ha in seguito riacquistato la cittadinanza olandese ottenendo quindi la doppia cittadinanza olandese e americana.
Dal 1995 al 1996 è stato Presidente dell'American Political Science Association.

## Studio dei modelli democratici
Il suo studio riguarda soprattutto la comparazione tra due modelli democratici: quello maggioritario e quello consensuale.
Al primo cosiddetto "Modello Westminster", appartengono le democrazie caratterizzate da predominanza del potere esecutivo su quello legislativo, forte centralismo amministrativo, governo caratterizzato da maggioranza monopartitica e sistema elettorale maggioritario.
Al secondo appartengono i sistemi caratterizzati da equilibrio tra esecutivo e legislativo, con forte funzione di indirizzo e controllo di quest'ultimo sull'attività del governo, un sistema multipartitico alimentato da sistema elettorale proporzionale, decentramento amministrativo e autonomie locali.
Curioso notare come, alla luce di recenti cambiamenti, di fatto sia la Gran Bretagna che la Nuova Zelanda, segnalate da Lijphart come esempi fondanti del "Modello Westminster", abbiano subito cambiamenti tali da non poter più rientrare in pieno nella classificazione di democrazia maggioritaria.

## Opere
- A. Lijphart, The Politics of Accommodation: Pluralism and Democracy in the Netherlands,  Berkeley: University of California Press,1968
- A. Lijphart, Le democrazie contemporanee, Il Mulino, Bologna 2001